# Braunschweiger Turn- und Sportverein Eintracht von 1895 2009-2010
Questa voce raccoglie le informazioni riguardanti il Braunschweiger Turn- und Sportverein Eintracht von 1895 nelle competizioni ufficiali della stagione 2009-2010.

## Stagione
Nella stagione 2009-2010 l'Eintracht Braunschweig, allenato da Torsten Lieberknecht, concluse il campionato di 3. Liga al 4º posto. In Coppa di Germania l'Eintracht Braunschweig fu eliminato al primo turno dal Kaiserslautern.

## Rosa
| N. |                                 | Ruolo | Calciatore        |
| -- | ------------------------------- | ----- | ----------------- |
| 2  | Germania (bandiera)             | D     | Dennis Brinkmann  |
| 4  | Germania (bandiera)             | D     | Matthias Henn     |
| 5  | Germania (bandiera)             | D     | Jan Schanda       |
| 6  | Bosnia ed Erzegovina (bandiera) | C     | Damir Vrančić     |
| 7  | Austria (bandiera)              | C     | Benjamin Fuchs    |
| 8  | Germania (bandiera)             | D     | Deniz Doğan       |
| 10 | Germania (bandiera)             | C     | Mirko Boland      |
| 11 | Germania (bandiera)             | A     | Marc Vucinovic    |
| 12 | RD del Congo (bandiera)         | A     | Dominick Kumbela  |
| 13 | Germania (bandiera)             | C     | Tim Danneberg     |
| 14 | Germania (bandiera)             | D     | Jan Washausen     |
| 15 | Germania (bandiera)             | C     | Norman Theuerkauf |
| 17 | Francia (bandiera)              | A     | Smail Morabit     |

| N. |                     | Ruolo | Calciatore          |
| -- | ------------------- | ----- | ------------------- |
| 18 | Italia (bandiera)   | A     | Marco Calamita      |
| 19 | Germania (bandiera) | D     | Ken Reichel         |
| 20 | Nigeria (bandiera)  | A     | Kingsley Onuegbu    |
| 21 | Germania (bandiera) | P     | Adrian Horn         |
| 22 | Germania (bandiera) | P     | Marjan Petković     |
| 23 | Turchia (bandiera)  | C     | Fatih Yilmaz        |
| 24 | Germania (bandiera) | C     | Pascal Gos          |
| 25 | Germania (bandiera) | A     | Fait-Florian Banser |
| 26 | Iran (bandiera)     | P     | Daniel Davari       |
| 27 | Germania (bandiera) | C     | Oliver Kragl        |
| 31 | Germania (bandiera) | C     | Marc Pfitzner       |
| 32 | Germania (bandiera) | A     | Dennis Kruppke      |
| 38 | Germania (bandiera) | C     | Karim Bellarabi     |

## Organigramma societario
Area tecnica
- Allenatore: Torsten Lieberknecht
- Allenatore in seconda: Jürgen Rische, Darius Scholtysik
- Preparatore dei portieri: Alexander Kunze
- Preparatori atletici:

## Calciomercato

### Sessione estiva
| Acquisti | Acquisti          | Acquisti                   | Acquisti |
| R.       | Nome              | da                         | Modalità |
| -------- | ----------------- | -------------------------- | -------- |
| A        | Marco Calamita    | Wacker Burghausen          |          |
| P        | Daniel Davari     | Magonza II                 |          |
| C        | Pascal Gos        | Eintracht Braunschweig U17 |          |
| C        | Oliver Kragl      | Wolfsburg U19              |          |
| P        | Marjan Petković   | FSV Francoforte            |          |
| C        | Norman Theuerkauf | Eintracht Francoforte      |          |
| C        | Damir Vrančić     | Borussia Dortmund          |          |

| Cessioni | Cessioni                    | Cessioni         | Cessioni |
| R.       | Nome                        | a                | Modalità |
| -------- | --------------------------- | ---------------- | -------- |
| A        | Riley O'Neill               | SV Wilhelmshaven |          |
| A        | Selim Aydemir               | Hallescher       |          |
| A        | Justin Eilers               | Bochum II        |          |
| P        | Jasmin Fejzić               | Greuther Fürth   |          |
| P        | Nico Lauenstein             | Goslarer         |          |
| D        | Valentin Năstase            | Gloria Bistrița  |          |
| A        | Marcel von Walsleben-Schied | Hansa Rostock    |          |

### Sessione invernale
| Acquisti | Acquisti         | Acquisti | Acquisti |
| R.       | Nome             | da       | Modalità |
| -------- | ---------------- | -------- | -------- |
| A        | Dominick Kumbela | LR Ahlen |          |

| Cessioni | Cessioni | Cessioni | Cessioni |
| R.       | Nome     | a        | Modalità |
| -------- | -------- | -------- | -------- |

## Risultati

### 3. Liga

#### Girone di andata
| Arbitro: | Kircher |

|                    |           |  |
| Kruppke 82’ (rig.) | Marcatori |  |

| Dortmund 28 luglio 2009, ore 19:00 CEST 2ª giornata | Borussia Dortmund II | 0 – 0 referto | Eintracht Braunschweig | Stadio Rote Erde (3 062 spett.)\| Arbitro: \| Winkmann \| |
| Arbitro:                                            | Winkmann             |               |                        |                                                           |

| Arbitro: | Grudzinski |

|                          |           |            |
| Calamita 15’ Kruppke 51’ | Marcatori | 42’ Sykora |

| Arbitro: | Kempter |

|  |           |                          |
|  | Marcatori | 82’ Calamita 85’ Kruppke |

| Arbitro: | Kampka |

|                    |           |  |
| Zellner 32’ (rig.) | Marcatori |  |

| Arbitro: | Schalk |

|             |           |                   |
| Kruppke 32’ | Marcatori | 19’, 87’ Testroet |

| Arbitro: | Bandurski |

|                                  |           |  |
| Haas 28’ Pospischil 45’ Laux 79’ | Marcatori |  |

| Arbitro: | Dankert |

|                              |           |              |
| Kragl 34’ Kruppke 87’ (rig.) | Marcatori | 27’ Hartmann |

| Arbitro: | Kempter |

|                          |           |  |
| Konrad 62’ Steegmann 73’ | Marcatori |  |

| Arbitro: | Achmüller |

|                              |           |             |
| Kruppke 62’ (rig.) Kragl 69’ | Marcatori | 46’ Smeekes |

| Arbitro: | Cortus |

|           |           |            |
| Dobrý 53’ | Marcatori | 29’ Banser |

| Arbitro: | Seidel |

|             |           |                  |
| Onuegbu 68’ | Marcatori | 23’ Heidenfelder |

| Arbitro: | Benedum |

|               |           |             |
| Celikovic 31’ | Marcatori | 48’ Onuegbu |

| Arbitro: | Siebert |

|                                          |           |                                    |
| Onuegbu 5’ Calamita 47’ Kruppke 50’, 59’ | Marcatori | 3’ Vier 23’ Schwarz 28’ Schipplock |

| Wiesbaden 31 ottobre 2009, ore 14:00 CET 15ª giornata | Wehen Wiesbaden | 0 – 0 referto | Eintracht Braunschweig | BRITA-Arena (4 011 spett.)\| Arbitro: \| Nowak \| |
| Arbitro:                                              | Nowak           |               |                        |                                                   |

| Arbitro: | Steuer |

|                                                                            |           |  |
| Kruppke 20’ Onuegbu 23’, 46’, 73’ Pfitzner 66’ (rig.) Bindnagel 89’ (aut.) | Marcatori |  |

| Arbitro: | Blos |

|                |           |             |
| Hajdarović 86’ | Marcatori | 50’ Onuegbu |

| Arbitro: | Wagner |

|                             |           |  |
| Boland 16’ Onuegbu 22’, 31’ | Marcatori |  |

| Arbitro: | Valentin |

|                           |           |              |
| Kammlott 48’ Bölstler 84’ | Marcatori | 77’ Calamita |

#### Girone di ritorno
| Arbitro: | Drees |

|             |           |  |
| Siegert 21’ | Marcatori |  |

| Arbitro: | Sönder |

|                    |           |                    |
| Kruppke 85’ (rig.) | Marcatori | 9’ Tyrała 69’ Koch |

| Arbitro: | Dittrich |

|           |           |               |
| Wulff 87’ | Marcatori | 44’ Danneberg |

| Arbitro: | Dankert |

|             |           |  |
| Kruppke 54’ | Marcatori |  |

| Arbitro: | Zwayer |

|             |           |  |
| Kumbela 61’ | Marcatori |  |

| Arbitro: | Kunzmann |

|  |           |                                    |
|  | Marcatori | 13’ Doğan 32’ Vrančić 64’ Calamita |

| Braunschweig 27 febbraio 2010, ore 14:00 CET 26ª giornata | Eintracht Braunschweig | 0 – 0 referto | Kickers Offenbach | Eintracht-Stadion (12 000 spett.)\| Arbitro: \| Beitinger \| |
| Arbitro:                                                  | Beitinger              |               |                   |                                                              |

| Arbitro: | Steinberg |

|                                    |           |                           |
| Hartmann 18’, 21’ Leitl 36’ (rig.) | Marcatori | 53’, 56’ Henn 80’ Kumbela |

| Arbitro: | Unger |

|             |           |  |
| Kumbela 30’ | Marcatori |  |

| Arbitro: | Nowak |

|                             |           |           |
| Benyamina 29’ Gardawski 40’ | Marcatori | 9’ Banser |

| Arbitro: | Welz |

|  |           |          |
|  | Marcatori | 72’ Koch |

| Arbitro: | Valentin |

|  |           |             |
|  | Marcatori | 10’ Kruppke |

| Arbitro: | Perl |

|                                      |           |  |
| Calamita 65’, 74’ Kruppke 87’ (rig.) | Marcatori |  |

| Arbitro: | Thomsen |

|          |           |                       |
| Pala 10’ | Marcatori | 37’ Doğan 44’ Kruppke |

| Arbitro: | Seiwert |

|                                  |           |            |
| Kumbela 26’ Henn 81’ Onuegbu 90’ | Marcatori | 35’ Türker |

| Arbitro: | Cortus |

|         |           |             |
| Dorn 4’ | Marcatori | 64’ Kruppke |

| Arbitro: | Kampka |

|                                   |           |          |
| Calamita 23’ Doğan 61’ Boland 81’ | Marcatori | 25’ Sène |

| Arbitro: | Gräfe |

|                     |           |            |
| Hensel 54’ Beau 85’ | Marcatori | 65’ Boland |

| Arbitro: | Sippel |

|             |           |              |
| Kumbela 10’ | Marcatori | 19’ Kammlott |

### Coppa di Germania
| Arbitro: | Gagelmann |

|  |           |           |
|  | Marcatori | 62’ Nemec |

## Statistiche

### Statistiche di squadra
| Competizione      | Punti | In casa | In casa | In casa | In casa | In casa | In casa | In trasferta | In trasferta | In trasferta | In trasferta | In trasferta | In trasferta | Totale | Totale | Totale | Totale | Totale | Totale | DR  |
| Competizione      | Punti | G       | V       | N       | P       | Gf      | Gs      | G            | V            | N            | P            | Gf           | Gs           | G      | V      | N      | P      | Gf     | Gs     | DR  |
| ----------------- | ----- | ------- | ------- | ------- | ------- | ------- | ------- | ------------ | ------------ | ------------ | ------------ | ------------ | ------------ | ------ | ------ | ------ | ------ | ------ | ------ | --- |
| 3. Liga           | 62    | 19      | 13      | 3       | 3       | 36      | 15      | 19           | 4            | 8            | 7            | 19           | 22           | 38     | 17     | 11     | 10     | 55     | 37     | +18 |
| Coppa di Germania | -     | 1       | 0       | 0       | 1       | 0       | 1       | 0            | 0            | 0            | 0            | 0            | 0            | 1      | 0      | 0      | 1      | 0      | 1      | -1  |
| Totale            | 62    | 20      | 13      | 3       | 4       | 36      | 16      | 19           | 4            | 8            | 7            | 19           | 22           | 39     | 17     | 11     | 11     | 55     | 38     | +17 |

### Andamento in campionato
| Giornata  | 1 | 2 | 3 | 4 | 5 | 6 | 7  | 8 | 9  | 10 | 11 | 12 | 13 | 14 | 15 | 16 | 17 | 18 | 19 | 20 | 21 | 22 | 23 | 24 | 25 | 26 | 27 | 28 | 29 | 30 | 31 | 32 | 33 | 34 | 35 | 36 | 37 | 38 |
| --------- | - | - | - | - | - | - | -- | - | -- | -- | -- | -- | -- | -- | -- | -- | -- | -- | -- | -- | -- | -- | -- | -- | -- | -- | -- | -- | -- | -- | -- | -- | -- | -- | -- | -- | -- | -- |
| Luogo     | C | T | C | T | T | C | T  | C | T  | C  | T  | C  | T  | C  | T  | C  | T  | C  | T  | T  | C  | T  | C  | C  | T  | C  | T  | C  | T  | C  | T  | C  | T  | C  | T  | C  | T  | C  |
| Risultato | V | N | V | V | P | P | P  | V | P  | V  | N  | N  | N  | V  | N  | V  | N  | V  | P  | P  | P  | N  | V  | V  | V  | N  | N  | V  | P  | P  | V  | V  | V  | V  | N  | V  | P  | N  |
| Posizione | 5 | 6 | 5 | 1 | 4 | 6 | 10 | 8 | 10 | 8  | 8  | 10 | 12 | 9  | 9  | 3  | 6  | 3  | 5  | 5  | 9  | 9  | 7  | 4  | 4  | 4  | 6  | 4  | 6  | 6  | 6  | 6  | 3  | 3  | 5  | 3  | 4  | 4  |

Legenda:

Luogo: C = Casa; T = Trasferta. Risultato: V = Vittoria; N = Pareggio; P = Sconfitta.

### Statistiche dei giocatori
| Giocatore     | 3. Liga  | 3. Liga | 3. Liga     | 3. Liga    | Coppa di Germania | Coppa di Germania | Coppa di Germania | Coppa di Germania | Totale   | Totale | Totale      | Totale     |
| Giocatore     | Presenze | Reti    | Ammonizioni | Espulsioni | Presenze          | Reti              | Ammonizioni       | Espulsioni        | Presenze | Reti   | Ammonizioni | Espulsioni |
| ------------- | -------- | ------- | ----------- | ---------- | ----------------- | ----------------- | ----------------- | ----------------- | -------- | ------ | ----------- | ---------- |
| F. Banser     | 21       | 2       | 0           | 0          | 1                 | 0                 | 0                 | 0                 | 22       | 2      | 0           | 0          |
| K. Bellarabi  | 2        | 0       | 0           | 0          | 0                 | 0                 | 0                 | 0                 | 2        | 0      | 0           | 0          |
| M. Boland     | 35       | 3       | 7           | 0          | 1                 | 0                 | 0                 | 0                 | 36       | 3      | 7           | 0          |
| D. Brinkmann  | 24       | 0       | 6           | 1          | 1                 | 0                 | 1                 | 0                 | 25       | 0      | 7           | 1          |
| M. Calamita   | 32       | 8       | 6           | 0          | 1                 | 0                 | 1                 | 0                 | 33       | 8      | 7           | 0          |
| T. Danneberg  | 28       | 1       | 3           | 1          | 1                 | 0                 | 0                 | 0                 | 29       | 1      | 3           | 1          |
| D. Davari     | 0        | 0       | 0           | 0          | 0                 | 0                 | 0                 | 0                 | 0        | 0      | 0           | 0          |
| D. Doğan      | 36       | 3       | 5           | 0          | 1                 | 0                 | 0                 | 0                 | 37       | 3      | 5           | 0          |
| B. Fuchs      | 22       | 0       | 2           | 0          | 1                 | 0                 | 0                 | 0                 | 23       | 0      | 2           | 0          |
| P. Gos        | 0        | 0       | 0           | 0          | 0                 | 0                 | 0                 | 0                 | 0        | 0      | 0           | 0          |
| M. Henn       | 25       | 3       | 5           | 0          | 0                 | 0                 | 0                 | 0                 | 25       | 3      | 5           | 0          |
| A. Horn       | 0        | 0       | 0           | 0          | 0                 | 0                 | 0                 | 0                 | 0        | 0      | 0           | 0          |
| O. Kragl      | 16       | 2       | 2           | 0          | 0                 | 0                 | 0                 | 0                 | 16       | 2      | 2           | 0          |
| D. Kruppke    | 36       | 15      | 11          | 0          | 1                 | 0                 | 0                 | 0                 | 37       | 15     | 11          | 0          |
| D. Kumbela    | 16       | 5       | 2           | 0          | 0                 | 0                 | 0                 | 0                 | 16       | 5      | 2           | 0          |
| S. Morabit    | 31       | 0       | 5           | 0          | 0                 | 0                 | 0                 | 0                 | 31       | 0      | 5           | 0          |
| K. Onuegbu    | 29       | 10      | 1           | 0          | 1                 | 0                 | 0                 | 0                 | 30       | 10     | 1           | 0          |
| M. Petković   | 38       | 0       | 0           | 0          | 1                 | 0                 | 0                 | 0                 | 39       | 0      | 0           | 0          |
| M. Pfitzner   | 32       | 1       | 8           | 0          | 1                 | 0                 | 0                 | 0                 | 33       | 1      | 8           | 0          |
| K. Reichel    | 26       | 0       | 4           | 0          | 0                 | 0                 | 0                 | 0                 | 26       | 0      | 4           | 0          |
| J. Schanda    | 18       | 0       | 2           | 0          | 1                 | 0                 | 0                 | 0                 | 19       | 0      | 2           | 0          |
| N. Theuerkauf | 26       | 0       | 5           | 0          | 1                 | 0                 | 0                 | 0                 | 27       | 0      | 5           | 0          |
| D. Vrančić    | 19       | 1       | 1           | 0          | 0                 | 0                 | 0                 | 0                 | 19       | 1      | 1           | 0          |
| M. Vucinovic  | 0        | 0       | 0           | 0          | 0                 | 0                 | 0                 | 0                 | 0        | 0      | 0           | 0          |
| J. Washausen  | 12       | 0       | 1           | 0          | 0                 | 0                 | 0                 | 0                 | 12       | 0      | 1           | 0          |
| F. Yilmaz     | 1        | 0       | 0           | 0          | 0                 | 0                 | 0                 | 0                 | 1        | 0      | 0           | 0          |